# Chaidamuïta
La chaidamuïta és un mineral de la classe dels sulfats. Anomenada així per la seva localitat tipus. És la contrapart menys hidratada del zincobotriògen.

## Classificació
Segons la classificació de Nickel-Strunz, la chaidamuïta pertany a «07.DC: Sulfats (selenats, etc.) amb anions addicionals, amb H₂O, amb cations de mida mitjana només; cadenes d'octaedres que comparteixen costats» juntament amb els següents minerals: aluminita, butlerita, parabutlerita, fibroferrita, xitieshanita, botriògen, zincobotriògen, meta-aluminita i guildita.

## Característiques
La chaidamuïta és un sulfat de fórmula química ZnFe³⁺(SO₄)₂(OH)(H₂O)₄. Cristal·litza en el sistema triclínic. La seva duresa a l'escala de Mohs és 2,5 a 3.

## Formació i jaciments
Es forma com a mineral secundari. Ha estat descrit només a la Xina i als Estats Units.